# Jacques de Beaune de Semblançay
Jacques de Beaune de Semblançay ( - 1511), est un prélat français, évêque de Vannes.

## Biographie
Il est nommé évêque de Vannes en 1504. Il le reste jusqu'à sa mort en 1511.

## Sources
- Pierre-Hyacinthe Morice, Delaguette, Histoire ecclesiastique et civile de Bretagne: composée sur les auteurs et les titres originaux, ornée de divers monumens... par Dom Pierre-Hyacinthe Morice,... Tome premier [-second], 1756